# Зелёная улица (Львов)

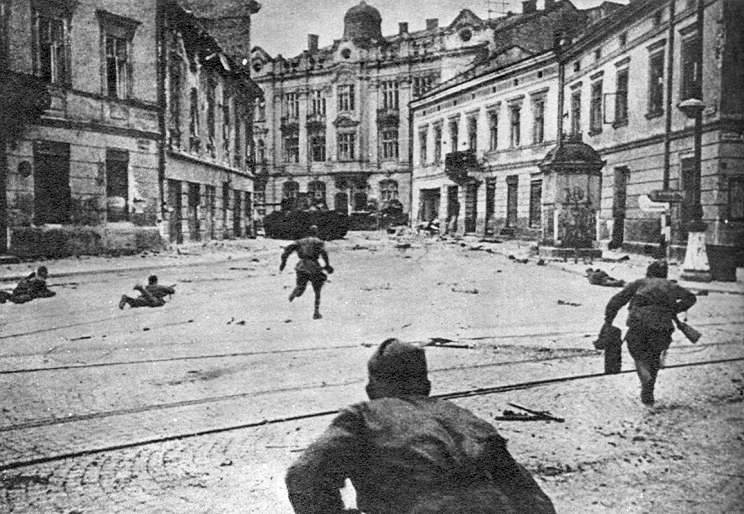
Советские войска ведут бой в начале Зелёной улицы; июль 1944 года

Зелёная улица — улица во Львове (Украина), одна из важнейших транспортных магистралей. Тянется в южном направлении от улицы Ивана Франко и заканчивается выездом из города.

## Названия
Первоначальное название улицы — Валашская (Валашская дорога), поскольку по ней проходил торговый путь в Молдавию (Валахию).
С 1676 года появляется нынешнее название, по многочисленным рощам, через которые проходила улица. С 1792 года при австрийских властях улица получает нынешнее название — Зелёная (или Грюненштрассе).
В 1938 году часть улицы (от начала до современной Водогонной) была названа именем польского генерала Розвадовского. Другая часть имела название Верхняя Зелёная. В начале немецкой оккупации, в 1941 году, улица вновь получила немецкое название — Грюненштрассе. С 1944 года — вновь Зелёная улица.

## История
До середины XIX века улица проходила через малонаселённую окраину, где были построены загородные дворцы Замойских, Яблоновских, Руссоцких и других знатных родов. Активное развитие улицы началось во второй половине XIX века. В начале XX века в нижней части улицы прошла линия трамвая (с выходом на Лычаковскую улицу). На Зелёной селились представители средних слоёв населения, в том числе чиновники и врачи. Было построено также много ремесленных мастерских. В начале XX века в верхней части улицы было построено несколько кирпичных заводов и фабрика мебели, однако настоящее освоение бывшей Верхней Зелёной началось лишь в советский период. На бывших пустырях были построены кварталы многоэтажных домов, целый ряд промышленных предприятий, положивших начало Сиховскому промышленному узлу. В 1955 году был разбит парк «Дружба» и сооружён стадион «Дружба» (теперь «Украина»).
По улице проложена троллейбусная линия, по которой осуществляется сообщение с Сиховским массивом и загородным Сиховским кладбищем.

## Примечательные здания

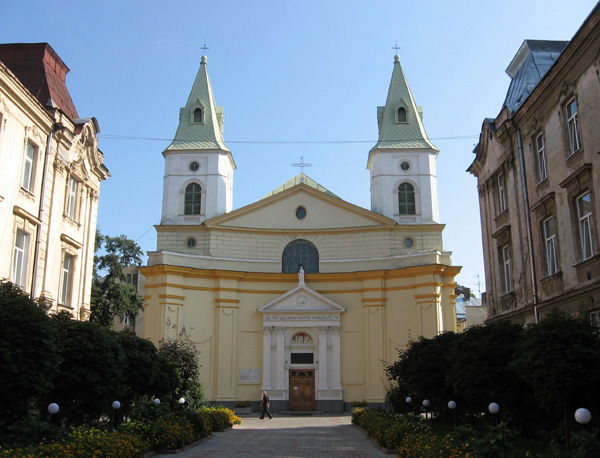
Бывший костёл Святой Урсулы

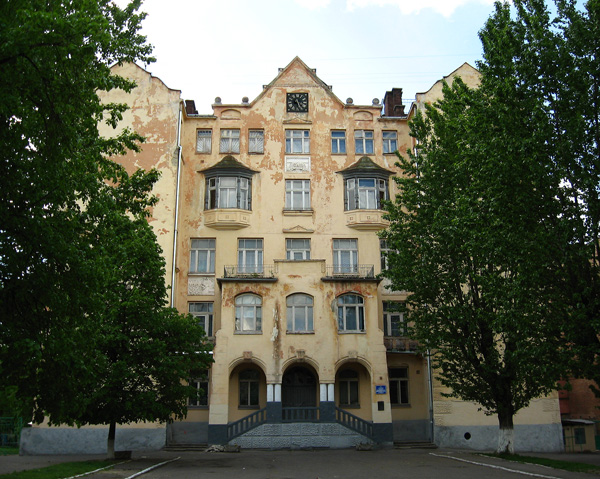
Средняя школа № 6

- В доме № 8 был детский приют, позднее — женская школа, при советской власти здесь размещался педагогический институт, основанный в 1940 году и в 1955 году переведённый в Дрогобыч.
- Дом № 10 с начала XX века принадлежал мужской школе. В 1955 году его соединили с домом № 8 и передали музыкальной школе.
- Дом № 11. Бывший костёл Святой Урсулы (основанный в 1685 году), позже протестантская кирха. В ней в 1843 году справили заупокойную службу по русскому генералу Витгенштейну, участнику Отечественной войны 1812 года, который умер, проезжая через Львов.
- Дом № 12. Здание построено в 1920-х годах XX столетия. Здесь размещается Институт бактериологии и микробиологии, организованный в 1940 году на базе небольшого научно-исследовательского института. Во время гитлеровской оккупации здесь ставили эксперименты на живых людях.
- Дом № 20. Занимает полиграфическое предприятие «Атлас».
- Дом № 22. До 1912 года здесь размещался дворец графов Замойских. Нынешнее здание построено в 1913 году для частной женской гимназии. Сейчас здесь — средняя школа № 6.
- Дом № 24. Дворец Леваковских (Дзедушинских), здание в стиле ампир. До Великой Отечественной войны здесь была вилла грекокатолического митрополита Андрея Шептицкого. Во время гитлеровской оккупации здесь размещался штаб итальянского гарнизона (до второй половины 1943 года). В советский период здесь находилась библиотека пединститута, а после перевода его в Дрогобыч — областная научно-педагогическая библиотека.
- Дом № 28. В 1914—1915 годах, во время пребывания русских войск в Львове, здесь была бесплатная кухня для населения.
- Дом № 40. Здесь находилась синагога «Эзрас Ахим».
- Дом № 53. Здесь была синагога Нуссдорфа.
- Дом № 61. Здание львовского «Водоканалтреста».
- Дом № 86. В советский период — кинотеатр «Зирка», с 1990-х — клуб «Пикассо».